# Gerd Menne
Gerd Menne (* 14. Dezember 1939 in Birkenfeld; † 1. März 2020 in Bad Kreuznach) war ein deutscher Fußballspieler und Trainer.

## Laufbahn

### Als Spieler
Gerd Menne spielte zunächst für den VfR Baumholder. In der Saison 1961/62 absolvierte er für den FSV Frankfurt in der Oberliga Süd 27 Spiele. Nach dem Abstieg gehörte er der FSV-Meistermannschaft in der II. Division an, der 1962/63 der sofortige Wiederaufstieg geglückt wäre, was aber durch die neue Klasseneinteilung ab der Runde 1963/64 für die Mannschaft vom Bornheimer Hang nicht möglich war. Anschließend wechselte er zum VfB Stuttgart. Am ersten Spieltag der neuen Bundesligastaffel, am 24. August 1963, stand er in der Elf des VfB Stuttgart, die beim FC Schalke 04 mit 0:2 Toren verlor. In seiner ersten Bundesligasaison brachte ihn Trainer Kurt Baluses nur noch bei einem weiteren Spiel – am 30. November 1963 gegen Eintracht Braunschweig – zum Einsatz. Die Konkurrenz auf der Verteidigerposition stellten für Menne die Mannschaftskollegen Hans Eisele und Günter Seibold dar. In der zweiten Runde beim VfB brachte er es auf 18 Einsätze in der Bundesliga und kam auch im Messe-Cup gegen Odense BK 1913 und Dunfermline Athletic in drei Spielen zum Zuge. In der Saison 1968/69 bildete er zusammen mit dem Neuzugang Hans Mayer vom SSV Ulm 1846 die Stammverteidigung des unter Trainer Gunther Baumann auf den fünften Tabellenplatz rangierenden VfB Stuttgart. Im Sommer 1969 beendete er zunächst seine Spielerlaufbahn und übernahm sein erstes Traineramt. Insgesamt bestritt er für den VfB zwischen 1963 und 1969 121 Bundesligaspiele und erzielte acht Tore. Ab dem Mai 1970 war Menne wieder als Spieler aktiv und bestritt für Royal Antwerpen in der Saison 1970/71 siebzehn Spiele in der höchsten belgischen Spielklasse. Danach beendete Menne endgültig seine Spielerkarriere und arbeitete fortan nur noch als Trainer.

### Als Trainer
Unmittelbar nach seiner Spielerkarriere übernahm er zur Runde 1969/70 in der Regionalliga Süd die Stuttgarter Kickers, wurde aber kurz vor Saisonende durch den Routinier Georg Wurzer abgelöst. 
Zur Spielzeit 1971/72 übernahm er Eintracht Bad Kreuznach und führte die Mannschaft in der folgenden Saison zum Aufstieg in die Regionalliga Südwest. In der Saison 1973/74 belegte er mit dem Aufsteiger den 7. Tabellenplatz, was unzureichend für die Qualifikation zur neugeschaffenen 2. Fußball-Bundesliga war.
Ab Oktober 1974 kehrte er in die Zweitklassigkeit zurück und übernahm als Nachfolger von Uwe Klimaschefski das Traineramt beim 1. FSV Mainz 05. Die Mannschaft vom Bruchwegstadion spielte in der Südgruppe der Zweiten Bundesliga und beendete die Saison als Tabellenelfter. 
Im Dezember 1975 übernahm er nach seiner Ablösung in Mainz das Traineramt beim FC Augsburg. Bis zum Ende der Saison war der FC Augsburg in den Kampf um den Klassenerhalt verwickelt und wurde letztendlich nur zwei Punkte von einem Abstiegsrang entfernt 15. der 2. Bundesliga Süd. In der Vorrunde 1976/77 wurde Gerd Menne durch Max Merkel ersetzt und beendete danach seine Trainertätigkeit im Profifußball. 
In der Saison 1977/78 übernahm er das Traineramt beim Amateurligisten SpVgg 07 Ludwigsburg. Mit der Sportvereinigung qualifizierte er sich für die neugegründete Oberliga Baden-Württemberg. 1978 kehrte er zur Eintracht Bad Kreuznach zurück und trainierte deren erste Mannschaft fünf Jahre in der Oberliga Südwest; beste Platzierung war ein fünfter Rang 1980/81. Von 1983 bis 1987 war er Cheftrainer des Oberligisten Hassia Bingen.
Aus Verbundenheit zur SG Eintracht Bad Kreuznach kehrte er 2008 noch einmal für wenige Wochen auf die Trainerbank zurück und führte die Mannschaft durch einige Spiele in der Fußball-Verbandsliga Südwest.